# فيليب ألبرت
فيليب ألبرت (مواليد 10 أغسطس 1967) هو لاعب كرة قدم. يلعب مع منتخب بلجيكا لكرة القدم. سبق له أن لعب في كأس العالم لكرة القدم مع منتخب بلاده.

## مسيرته الكروية
لعب فيليب ألبرت خلال مسيرته الاحترافية مع 5 أندية في ستة عشر موسمًا وسجل خلالها 35 هدفًا ضمن 356 مباراة. حيث فاز في موسم واحد بالكأس وفي موسمين بالدوري.
خاض فيليب ألبرت مسيرته مع نادي رويال شارلروا في موسم 1985–86 في المرة الأولى ليلعب معه أربعة مواسم ثم في موسم 1999–00 لمدة موسم واحد، مشاركًا طوالها في 110 مباراة سجل خلالها 10 أهداف. ثم انتقل إلى نادي كيه في ميخيلين في موسم 1989–90 واستمر معه طيلة ثلاثة مواسم، حيث شارك في 87 مباراة سجل خلالها 6 أهداف. لينتقل بعدها إلى نادي رويال أندرلخت في موسم 1992–93 ولمدة موسمين، مشاركًا في 50 مباراة سجل خلالها 9 أهداف. ثم انتقل إلى نادي نيوكاسل يونايتد في موسم 1994–95 ليلعب معه خمسة مواسم، مشاركًا في 96 مباراة سجل خلالها 8 أهداف. هذا وانتقل لاحقًا إلى نادي فولهام في موسم 1998–99 لمدة موسم واحد، مشاركًا في 13 مباراة سجل خلالها هدفين.

## روابط خارجية
- فيليب ألبرت على موقع الاتحاد البلجيكي (الإنجليزية)
- فيليب ألبرت على موقع قاعدة بيانات كرة القدم.إي يو (الإنجليزية)
- فيليب ألبرت على موقع ناشيونال فوتبول تيمز (الإنجليزية)
- فيليب ألبرت على موقع Soccerbase.com (لاعب) (الإنجليزية)
- فيليب ألبرت على موقع عالم كرة القدم.نت (الإنجليزية)